# أبجدية لاتفية

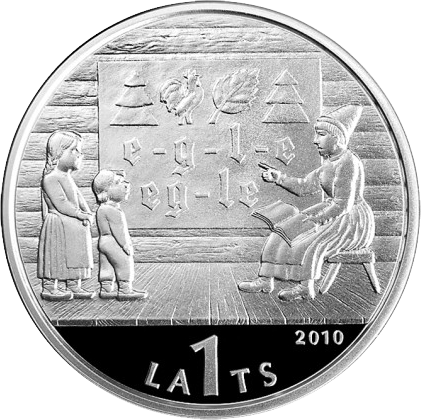
عملة نقدية لاتفية توضح تعليم الأطفال للأبجدية المحلية

الأبجدية اللاتفية هي الأبجدية المستخدمة في كتابة اللغة اللاتفية. وهي متفرعة من الأبجدية اللاتينية. وتمتاز ببعض الحروف المميزة. وهذه هي الحروف الكاملة للأبجدية اللاتفية:

A Ā B C Č D E Ē F G Ģ H I Ī J K
Ķ L Ļ M N Ņ O P R S Š T U Ū V Z Ž